# Schweizer Eishockeymeisterschaft 1933/34
Die Saison 1933/34 war die 24. reguläre Austragung der Schweizer Eishockeymeisterschaft. Meister wurde der HC Davos.

## Hauptrunde

### Serie West
| Pl. | Team             | Sp. | S | U | N | Pkt. |
| --- | ---------------- | --- | - | - | - | ---- |
| 1.  | HC Château-d’Oex | 6   | 6 | 0 | 0 | 12   |
| 2.  | SC Bern          | 6   | 4 | 0 | 2 | 8    |
| 3.  | Star Lausanne    | 6   | 2 | 0 | 4 | 4    |
| 4.  | Lycée Jaccard    | 6   | 0 | 0 | 6 | 0    |

### Serie Ost
| Pl. | Team           | Sp. | S | U | N | Pkt. |
| --- | -------------- | --- | - | - | - | ---- |
| 1.  | HC Davos       | 6   | 4 | 0 | 0 | 8    |
| 2.  | EHC St. Moritz | 6   | 2 | 0 | 2 | 4    |
| 3.  | EHC Arosa      | 6   | 0 | 0 | 4 | 0    |

### Serie Zentral
| Pl. | Team                    | Sp. | S | U | N | Pkt. |
| --- | ----------------------- | --- | - | - | - | ---- |
| 1.  | Zürcher SC              | 6   | 3 | 0 | 1 | 6    |
| 2.  | Grasshopper-Club Zürich | 6   | 3 | 0 | 1 | 6    |
| 3.  | Akademischer EHC Zürich | 6   | 0 | 0 | 4 | 0    |

## Finalrunde
| Pl. | Team             | Sp. | S | U | N | Pkt. |
| --- | ---------------- | --- | - | - | - | ---- |
| 1.  | HC Davos         | 2   | 2 | 0 | 0 | 4    |
| 2.  | Zürcher SC       | 2   | 1 | 0 | 1 | 2    |
| 3.  | HC Château-d’Oex | 2   | 0 | 0 | 2 | 0    |